# Stew Johnson
Stewart Johnson, detto Stew (Clairton, 19 agosto 1944), è un ex cestista e allenatore di pallacanestro statunitense, professionista nella ABA e in Islanda.

## Carriera
Venne selezionato dai New York Knicks al terzo giro del Draft NBA 1966 (21ª scelta assoluta).
Il 6 Marzo 1971 mette a segno il suo Career High, e massimo di sempre in assoluto in ABA fino a quel momento, con 62 punti.

## Palmarès

### Individuale
- ABA All-Star Game: 3

1973, 1974, 1975
- Nono miglior marcatore di sempre ABA
- Diciannovesimo migliore rimbalzista di sempre ABA
- Settimo giocatore con il maggior numero di partite giocate nella storia dell'ABA (647)
- Cinquantatreesimo per numero di assist di sempre ABA
- Decimo giocatore con il maggior numero di triple messe a segno nella storia dell'ABA (269)

### Allenatore
- Campionato islandese femminile: 2

KR Reykjavík: 1981-82, 1982-83
- Coppa d'Islanda femminile: 2

KR Reykjavík: 1981-82, 1982-83